# Florica Bagdasar
Florica Bagdasar, née le 24 janvier 1901 à Monastir (alors en Empire ottoman aujourd'hui nommé Bitola en Macédoine) et morte le 19 décembre 1978 à Bucarest, une femme politique roumaine issue de la communauté aroumaine, membre du Parti communiste roumain (PCR).

## Biographie
Médecin spécialisée en neuropsychiatrie infantile, elle est la première femme nommée à la tête d'un ministère en Roumanie ; elle est ministre de la Santé de 1946 à 1948. Elle est alors confrontée à des épidémies de typhus et de malaria, et obtient, malgré les réticences des dirigeants communistes, l'aide américaine et de la Croix-Rouge afin de distribuer de la nourriture en Moldavie. Ce recours à l'aide américaine lui coûte son poste de ministre en 1948, alors que l'ensemble des dirigeants du bloc communiste dénonce le plan Marshall.
Florica Bagdasar se consacre alors à sa carrière professionnelle, en développant notamment des pratiques de psychiatrie clinique infantile innovante, jusqu'à sa condamnation par le régime pour « corruption des enfants de la classe ouvrière », « cosmopolitisme », « obséquiosité terrée face aux concepts pourris de l'idéologie bourgeoise »,. Elle est réhabilitée en 1956 dans le cadre de la déstalinisation, elle refuse toutefois l'offre qui lui est faite d'adhérer de nouveau au parti, mais accepte de devenir vice-présidente de la Croix-Rouge roumaine (en), ce qui lui permet de voyager à l'étranger.
Sa fille Alexandra est mathématicienne et a été mariée au prix Nobel de littérature Saul Bellow.